# Späte Ankunft
Späte Ankunft ist ein zweiteiliger Spielfilm der DEFA, der im Auftrag des Fernsehens der DDR von Vera Loebner im Jahr 1989 realisiert wurde.

## Handlung

### Erster Teil
An einem regnerischen Tag des Jahres 1896 trifft der Arzt Dr. Wilhelm Hinrich Holtfreter am Bahnhof einer kleinen Stadt in der Prignitz ein. Er ist ein Mann, der einen neuen Anfang wagen will, weshalb er eine gutgehende Praxis im noblen Berliner Stadtteil Charlottenburg aufgibt, um hier als bescheidener Landarzt sein Leben grundsätzlich zu ändern. Dafür gab er sogar seine, nur noch aus Konventionen bestehende 30-jährige Ehe auf. Er übernimmt die Stelle des kürzlich verstorbenen Dr. Tochtenhagen und bezieht bei dessen Witwe Quartier, die ihm auch in organisatorischen Fragen zur Seite steht, obwohl sie zu Beginn etwas skeptisch ist. Ebenso skeptisch sind die Honoratioren der Stadt, die sich regelmäßig am Stammtisch eines Gasthauses treffen. Sie können sich nicht vorstellen, dass ein Arzt ein ertragreiches Aufgabengebiet verlässt, um in Zukunft auf dem Land zu arbeiten. Nur der Uhrmacher Aurelius Weinreich, der angeblich noch nie eine Uhr repariert hat, steht ihm offen gegenüber, so dass sich die beiden anfreunden.
Dr. Holtfreter arbeitet sich in sein neues Tätigkeitsfeld mit großem Eifer ein, da er als Arzt und Mensch wirklich benötigt wird, wenn es auch hier Patienten gibt, die ihn, wie in Berlin, aus Langeweile oder auch zur Selbstbestätigung rufen lassen. Zu diesen Personen gehört auch Harriet von Vietz, die selbst am Tag ihrer Hochzeit eine Ohnmacht vortäuscht, nur um nicht mit ihrem ungeliebten Mann feiern zu müssen. Anders ist es mit Aurelius Weinreich, denn der Mann ist wirklich krank, er hat Magengeschwüre. Auf Nachfrage erklärt ihm der Doktor, dass sein Wechsel aufs Land die wirklich erste frei getroffene Entscheidung in seinem Leben war. Er empfindet es auch nicht als sozialen Abstieg, obwohl er jetzt mehr zu tun hat als in Berlin und von früh bis spät auf den Beinen ist. Er findet trotzdem die Zeit, über sich nachzudenken. Außerdem verrät er, dass er ursprünglich nie Arzt werden wollte, sondern Musiker.
Immer wieder zieht es Holtfreter zum Bahnhof, wahrscheinlich hofft er, dass er Besuch von seiner Frau oder auch von einem seiner inzwischen verheirateten Kinder bekommt. Nachdem das nicht geschieht, setzt er sich selbst in den Zug und fährt zu seiner immer noch angetrauten Frau Mathilde nach Berlin, mit der er sich in  einem Café trifft. Er erzählt ihr, dass seine Vermieterin Frau Helene Tochtenhagen seit längerer Zeit ihr Haus verkaufen will, aber alle Interessenten abspringen, wenn sie erfahren, dass weiterhin die Arztpraxis bestehen bleiben soll. Nun macht er seiner Frau den Vorschlag, gemeinsam das Haus zu kaufen und sie solle dann dort ebenfalls einziehen. Doch damit will sie absolut nichts zu tun haben, da sie sonst ihr vornehmes Leben in Berlin aufgeben müsste.
Eines Tages finden spielende Kinder in einer Scheune einen Mann, der ärztliche Hilfe benötigt und diesen durch Dr. Holtfreter in dessen Praxis bringen lassen. Der Mann sieht aus wie ein Landstreicher und Frau Tochtenhagen, die zufällig das Behandlungszimmer betritt, erkennt sofort, dass er einer der im Moor arbeitenden entflohenen Häftlinge ist. Der Mann heißt Pinnow, gibt dem Doktor seine wahre Identität preis und erklärt, nur wegen einer Nichtigkeit im Gefängnis zu sitzen und nun nur einmal kurz nach Berlin zu wollen, um dort nach dem Rechten zu sehen und anschließend bestimmt wiederzukommen. Das überzeugt den Doktor, weshalb er ihn auch noch neu einkleidet. Frau Tochtenhagen hält inzwischen den Schutzmann Lampe davon ab, sich weiter im Haus umzusehen, weshalb die weitere Flucht Pinnows gelingt. An einem der folgenden Abende, Holtfreter will Mitglied am Honoratioren-Stammtisch werden, wird ihm deshalb von den anderen Anwesenden seine Gutmütigkeit vorgeworfen, was er als Gerüchte bezeichnet.
Im Gasthaus soll ein Konzert der „Märkischen Nachtigall“ Leontine Bachofen stattfinden. Noch während der Proben verstaucht sich der Pianist ein Handgelenk, weshalb der Doktor gerufen wird. Da das Konzert ausverkauft ist, kommt Frau Tochtenhagen auf die Idee, dass Holtfreter die Begleitung der Sängerin übernehmen könne, da sie sein Klavierspiel bereits mehrmals erlebt und bewundert hat, was auch ein Teil der täglichen Gemeinsamkeiten ist, weshalb sie ihm immer mehr mit freundlichen Respekt begegnet. Nach dem erfolgreichen Konzert sitzen beide noch bei einem Glas Punsch in ihrer guten Stube und der Doktor liest in der Tageszeitung die neuesten Nachrichten. Hier erfahren sie, dass der ihnen bekannte Sträfling Pinnow in Berlin einen Mann im Streit erschlagen hat.

## Produktion
Späte Ankunft wurde unter dem Arbeitstitel Landarzt in zwei Teilen auf ORWO-Color gedreht, die ihre Erstausstrahlungen am 26. und 28. Februar 1989 im 1. Programm des Fernsehens der DDR hatten. Bereits am 22. und 23. Dezember 1989 wurden beide Teile im III. Programm des BR Fernsehens gezeigt.
Helmut Bez schrieb die Hauptrolle des Dr. Wilhelm Hinrich Holtfreter speziell für den Schauspieler Kurt Böwe, der zwei Monate später seinen 60. Geburtstag feierte.

## Kritik
In der Berliner Zeitung schrieb Angelika Rätzke:

„Hauptrolle für einen Bekannten: für Kurt Böwe. Es war seine Rolle, für ihn gedacht, für ihn aufgeschrieben. Lebensbilanz eines 60jährigen, Böwe spielt das nicht nur. Er denkt und fühlt und lebt es. Ohne Koketterie, ohne das vordergründige Registerziehen verschiedener Spielarten. Böwe läßt dem Holtfreter Zeit, sich zu entdecken. Kein Gefühl wird hastig vorgezeigt. Er bewegt ihn zur Einkehr bei sich selbst. Dort gibt er acht auf Empfindungen, die er aber bislang nicht wahrgenommen hat.“

Klaus M. Fiedler schreibt in der Neuen Zeit über diesen Film:

„Eine glaubwürdige Geschichte wurde uns da erzählt. Und eine zauberhafte! Mit bewundernswerter Konsequenz hat Regisseurin Vera Loebner das alles inszeniert, hat das Spiel der Menschen, mal heiter, mal traurig, mit ihrem Blick für Stimmungen, eingefügt in die Landschaft. Man spürt den Hauch von Einsamkeit, die nicht in Selbstzerfleischung endet. Und man folgt ihren ironischen, doch nie verletzenden Angriffen auf Spießertum, Karrieredenken, kleinbürgerliche Borniertheit, aristokratischen Dünkel.“